# Elezioni politiche suppletive in Italia del 2005
Le elezioni politiche suppletive italiane del 2005 sono le elezioni tenute in Italia nel corso del 2005 per eleggere deputati o senatori dei collegi uninominali rimasti vacanti.

## Camera dei deputati

### Collegio Lazio 1 - 11
Le elezioni politiche suppletive nel collegio elettorale di Roma - Don Bosco si sono tenute il 26 e 27 giugno 2005 per eleggere un deputato per il seggio lasciato vacante da Augusto Battaglia (DS), dimessosi il 26 aprile 2005. Il collegio è formato da parte del territorio di Roma (Appio Claudio, Don Bosco, Capannelle).
| Candidato                    | Liste  | Liste              | Voti   | %    |
| ---------------------------- | ------ | ------------------ | ------ | ---- |
| Michele Pompeo Meta (eletto) |        | L'Unione           | 11.734 | 84,4 |
| Pietro Tilia                 |        | Casa delle Libertà | 2.161  | 15,6 |
| Totale                       | Totale | Totale             | 13.895 |      |

### Collegio Calabria - 9
Le elezioni politiche suppletive nel collegio elettorale di Isola di Capo Rizzuto si sono tenute il 26 e 27 giugno 2005 per eleggere un deputato per il seggio lasciato vacante da Agazio Loiero (DL), dimessosi il 26 aprile 2005 dopo essere stato eletto presidente della Calabria. Il collegio è formato da 36 comuni: Albi, Amato, Andali, Belcastro, Botricello, Carlopoli, Cerva, Cicala, Cotronei, Cropani, Cutro, Fossato Serralta, Gimigliano, Isola di Capo Rizzuto, Magisano, Marcedusa, Marcellinara, Mesoraca, Miglierina, Pentone, Petilia Policastro, Petronà, Roccabernarda, San Mauro Marchesato, San Pietro Apostolo, Santa Severina, Scandale, Sellia, Sellia Marina, Serrastretta, Sersale, Settingiano, Sorbo San Basile, Taverna, Tiriolo e Zagarise.
| Candidato                  | Liste  | Liste               | Voti   | %    |
| -------------------------- | ------ | ------------------- | ------ | ---- |
| Nicodemo Oliverio (eletto) |        | L'Unione            | 14.275 | 68,2 |
| Saverio Zavettieri         |        | Nuovo PSI           | 3.120  | 14,9 |
| Giuseppe Calzone           |        | Casa delle Libertà  | 3.024  | 14,5 |
| Guido Scalise              |        | Alternativa Sociale | 500    | 2,4  |
| Totale                     | Totale | Totale              | 20.919 |      |

## Senato della Repubblica

### Collegio Veneto - 8
Le elezioni politiche suppletive nel collegio elettorale di Rovigo si sono tenute il 23 e 24 gennaio 2005 per eleggere un senatore per il seggio lasciato vacante da Guido Mainardi (FI), deceduto il 25 settembre 2004. Il collegio è formato da 50 comuni: Adria, Ariano nel Polesine, Arquà Polesine, Badia Polesine, Bagnolo di Po, Bergantino, Bosaro, Calto, Canaro, Canda, Castelguglielmo, Castelmassa, Castelnovo Bariano, Ceneselli, Ceregnano, Corbola, Costa di Rovigo, Crespino, Ficarolo, Fiesso Umbertiano, Frassinelle Polesine, Fratta Polesine, Gaiba, Gavello, Giacciano con Baruchella, Guarda Veneta, Lendinara, Loreo, Lusia, Melara, Occhiobello, Papozze, Pettorazza Grimani, Pincara, Polesella, Pontecchio Polesine, Porto Tolle, Porto Viro, Rosolina, Rovigo, Salara, San Bellino, San Martino di Venezze, Stienta, Taglio di Po, Trecenta, Villadose, Villamarzana, Villanova del Ghebbo, Villanova Marchesana.
| Candidato               | Liste  | Liste               | Voti   | %     |
| ----------------------- | ------ | ------------------- | ------ | ----- |
| Massimo Donadi (eletto) |        | L'Ulivo             | 41.268 | 57,05 |
| Domenico Romeo          |        | Casa delle Libertà  | 21.794 | 30,13 |
| Giuseppe Osti           |        | U.D.EUR Popolari    | 5.633  | 7,79  |
| Luca Previati           |        | Alternativa Sociale | 3.647  | 5,04  |
| Totale                  | Totale | Totale              | 72.342 |       |

### Collegio Puglia - 2
Le elezioni politiche suppletive nel collegio elettorale di Bari - Bitonto si sono tenute il 23  e 24 gennaio 2005 per eleggere un senatore per il seggio lasciato vacante da Giuseppe Degennaro (FI), deceduto il 23 ottobre 2004. Il collegio è formato da 9 comuni: parte di Bari, Bitonto, Bitritto, Capurso, Modugno, Noicattaro, Sannicandro di Bari, Triggiano, Valenzano.
| Candidato               | Liste  | Liste               | Voti   | %     |
| ----------------------- | ------ | ------------------- | ------ | ----- |
| Nicola Latorre (eletto) |        | L'Ulivo             | 37.496 | 55,63 |
| Emanuele Degennaro      |        | Casa delle Libertà  | 27.837 | 41,35 |
| Giuseppe Monaco         |        | Alternativa Sociale | 1.701  | 2,52  |
| Cataldo Zuccaro         |        | U.D.EUR Popolari    | 335    | 0,50  |
| Totale                  | Totale | Totale              | 67.405 |       |

## Riepilogo
| Data          | Camera                  | Circoscrizione | Collegio                  | Partito | Partito | Parlamentare uscente | Partito | Partito | Parlamentare eletto |
| ------------- | ----------------------- | -------------- | ------------------------- | ------- | ------- | -------------------- | ------- | ------- | ------------------- |
| 23-24 gennaio | Senato della Repubblica | Veneto         | 8 (Rovigo)                |         | FI      | Guido Mainardi       |         | IdV     | Massimo Donadi      |
| 23-24 gennaio | Senato della Repubblica | Puglia         | 2 (Bari - Bitonto)        |         | FI      | Giuseppe Degennaro   |         | DS      | Nicola Latorre      |
| 26-27 giugno  | Camera dei deputati     | Lazio 1        | 11 (Roma - Don Bosco)     |         | DS      | Augusto Battaglia    |         | DS      | Michele Pompeo Meta |
| 26-27 giugno  | Camera dei deputati     | Calabria       | 9 (Isola di Capo Rizzuto) |         | DL      | Agazio Loiero        |         | DL      | Nicodemo Oliverio   |